# Bözberg
Bözberg es una comuna suiza del cantón de Argovia, situada en el distrito de Brugg.
La comuna es el resultado de la fusión el 1 de enero de 2013 de las antiguas comunas de Gallenkirch, Linn, Oberbözberg y Unterbözberg.

## Historia
La antigua comuna dejó de existir en 1873, cuando fue dividida en dos nuevas municipalidades, Oberbözberg y Unterbözberg. Sin embargo, el 2 de diciembre de 2011 las Asambleas Comunales de las comunas de Gallenkirch, Linn, Oberbözberg y Unterbözberg aprobaron la fusión de dichas comunas. El 11 de marzo la población se pronunció mediante una votación en la que la fusión fue aprobada también. La nueva entidad creada tomó el nombre de Bözberg.

## Geografía
La comuna limita al norte con las comunas de Mönthal y Remigen, al este con Riniken, al sureste con Brugg y Villnachern, al suroeste con Schinznach y Zeihen, y al oeste con Effingen.

## Véase también

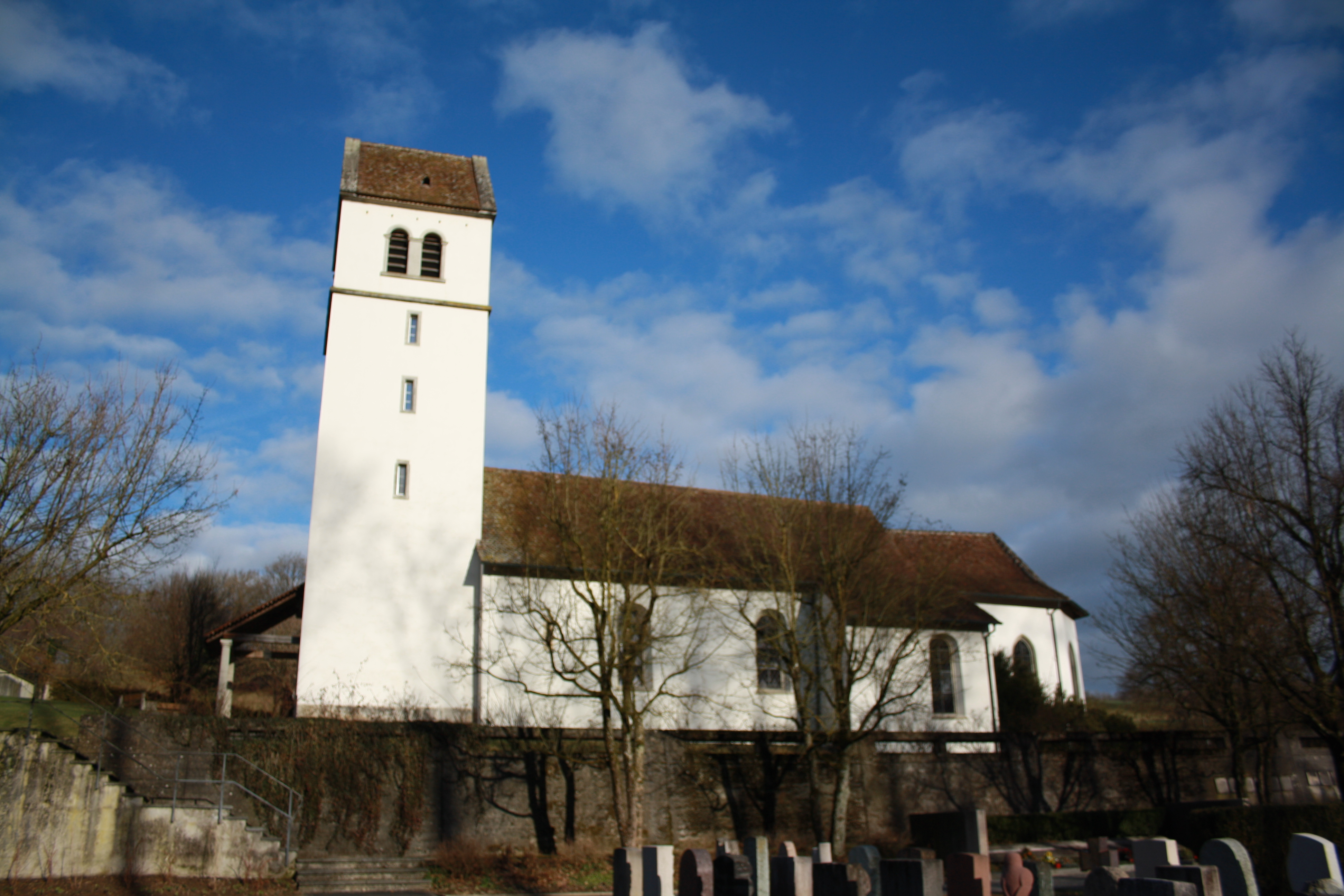
Iglesia protestante de Bözberg.